# Jeff Cohen (attore)
Jeff Cohen, nome d'arte di Jeffrey Bertan McMahon (Los Angeles, 25 giugno 1974), è un attore statunitense conosciuto per aver interpretato il ruolo di Chunk nel film I Goonies.

## Biografia
La sua carriera di attore si è interamente svolta quando Cohen era un ragazzino: l'esordio davanti alla macchina da presa risale al periodo tra il 1983 e il 1984 in alcuni serial televisivi statunitensi (tra i quali L'albero delle mele). Raggiunse il successo nel 1985 con I Goonies, esperienza che gli valse due candidature (entrambe per la migliore interpretazione per un giovane attore), ai Saturn Award e agli Young Artist Award.
Ha lasciato definitivamente la carriera di attore nel 1991, ma non il mondo dello spettacolo: dopo la laurea in legge alla UCLA (in precedenza aveva conseguito un baccellierato in Business Administration alla UC Berkley) è infatti diventato un avvocato specializzato in diritto dello spettacolo. Successivamente si è inoltre cimentato come produttore del serial TV The Living Century (2001-2003).

## Filmografia parziale

### Cinema
- I Goonies, regia di Richard Donner (1985)

### Televisione
- L'albero delle mele (The Facts of Life) - serie TV, 1 episodio (1984)
- Storie incredibili (Amazing Stories) - serie TV, episodio 1x10 (1985)